# Kościół św. Józefa w Gdyni Kolibkach

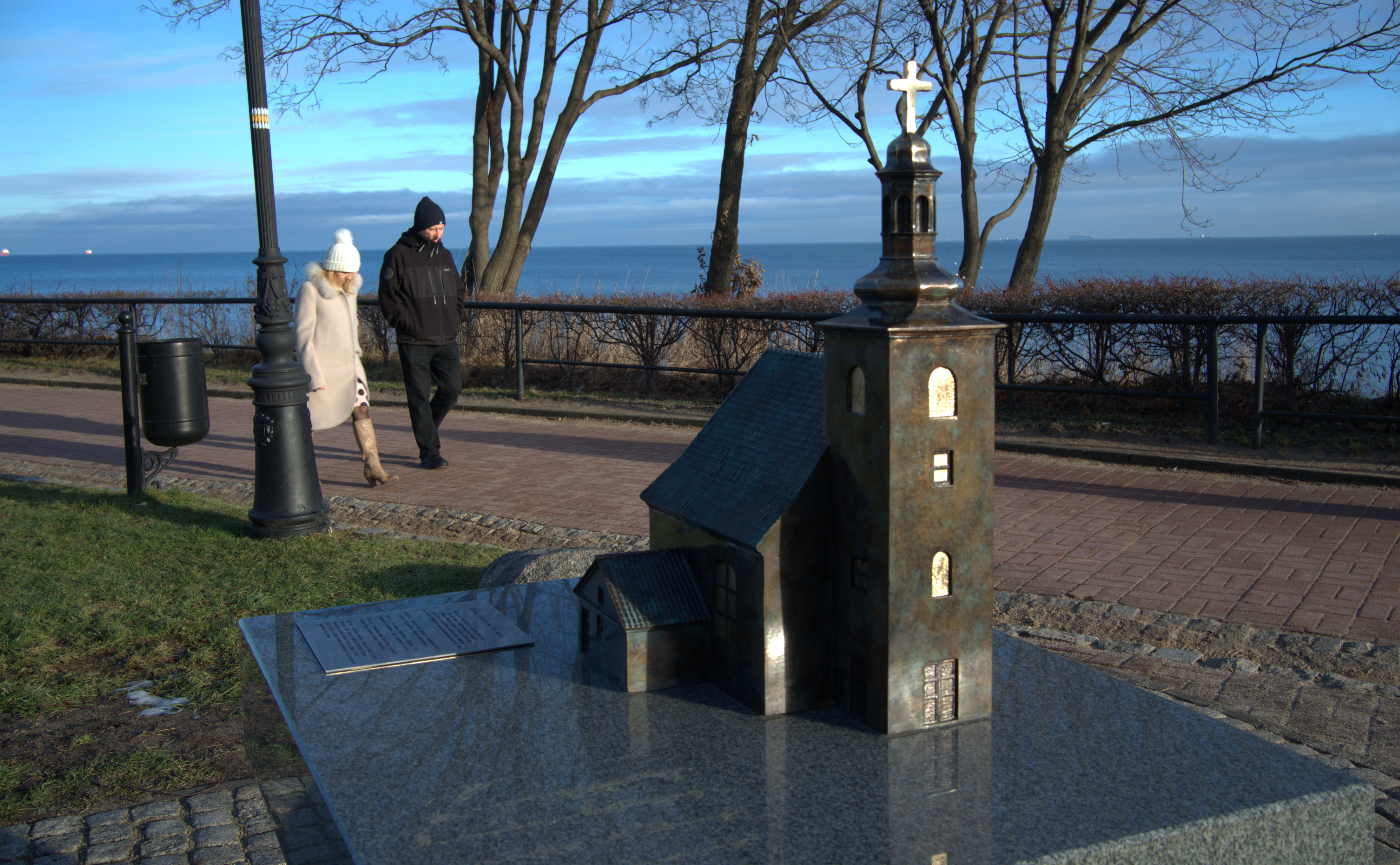
Makieta na promenadzie Królowej Marysieńki

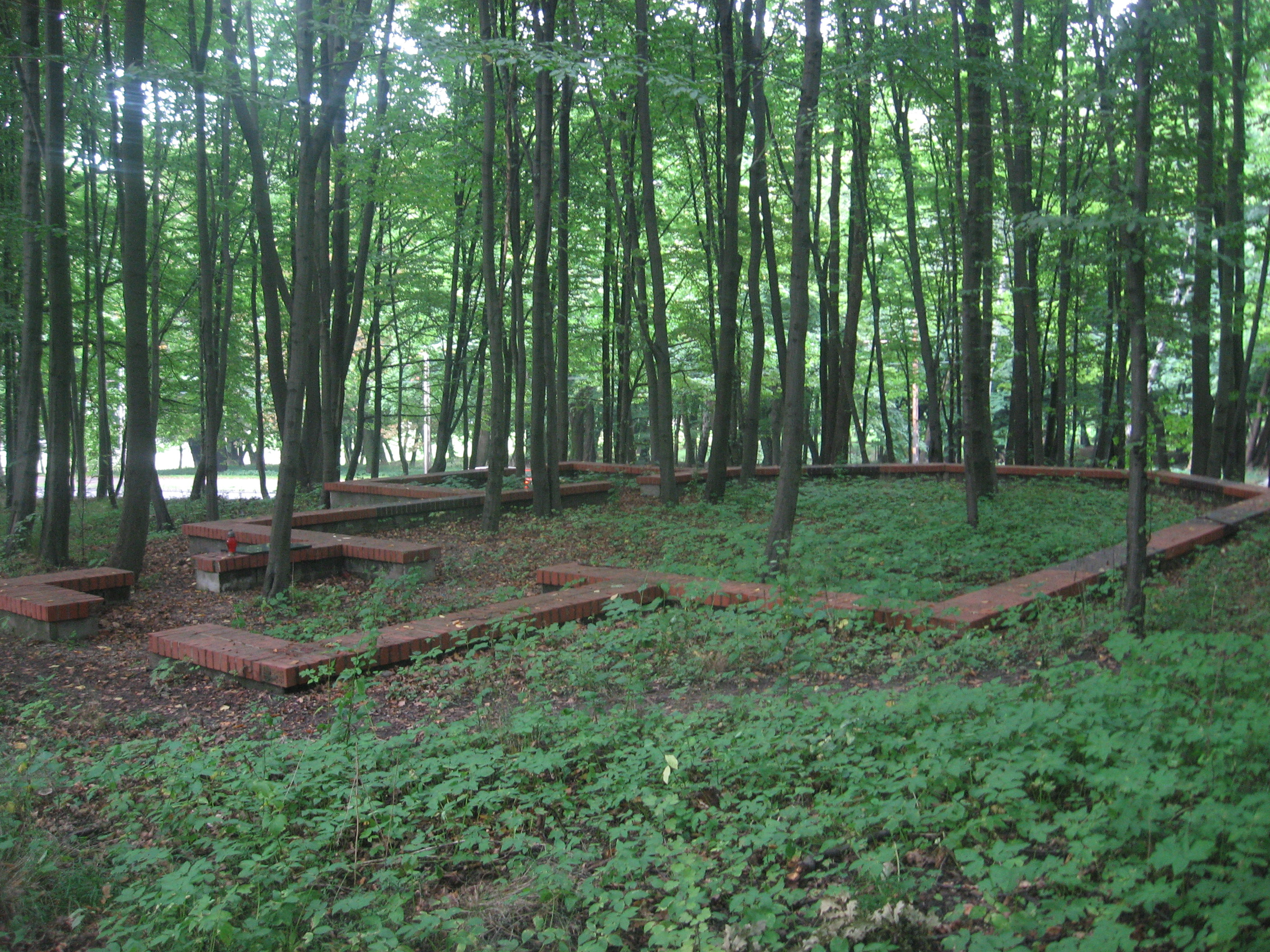
Odtworzony obrys fundamentów kościoła

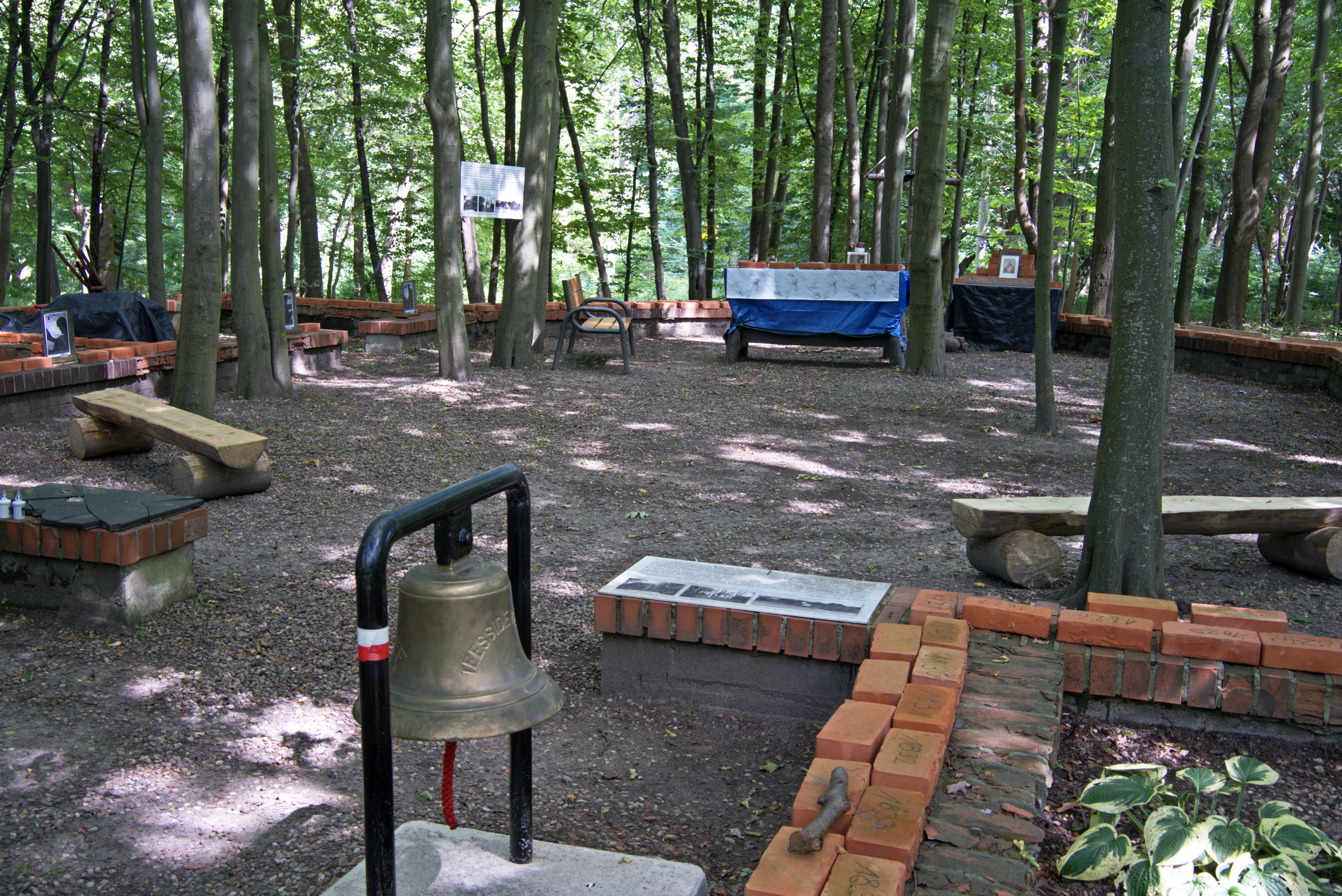
Początek odbudowy

Kościół św. Józefa – kościół katolicki, który znajdował się w Gdyni Orłowie, w Kolibkach, na zalesionym wzniesieniu pomiędzy dzisiejszymi jezdniami Alei Zwycięstwa w pobliżu granicy z Sopotem. Rozebrany w czasie II wojny światowej.

## Historia
Katolicka świątynia została zbudowana w 1763 r. w stylu barokowym z inicjatywy generała hrabiego Józefa Przebendowskiego, będącego właścicielem majątku Kolibki. Świątynię konsekrowano w 1764, a w 1794 r. ustanowiona została ona filią parafii w Wielkim Kacku. W założeniu kościół miał służyć mieszkańcom majątku i stanowić kaplicę pielgrzymkową dla pielgrzymów wędrujących co roku z Oliwy do Kalwarii Wejherowskiej na odpust Wniebowstąpienia. Kościół zbudowany był na planie kwadratu, z jedną nawą oraz wieżą z barokowym hełmem. Mimo niewielkiego rozmiaru jednonawowej świątyni, otrzymała ona bogate wyposażenie rokokowe: ołtarze, organy, konfesjonały i ambonę.  
Na południe od kościoła wybudowano m.in. mały dom dla organisty oraz pokaźny obiekt, w którym mieściły się przytułek dla osób starszych, szpital dla ubogich oraz parafialna szkoła dla dzieci z terenu majątku. 
Od 15 listopada 1927 r. ustanowiono tu parafię dla obszaru dworskiego Kolibki, Orłowa oraz położonej na północ od torów stronie Małego Kacka. W 1928 do parafii w Kolibkach należały 143 osoby, zaś w 1934 było to odpowiednio po: 237 mieszkańców obszaru dworskiego Kolibki, 94 - z Orłowa oraz 294 - z Małego Kacka. 
Ostatnim pracującym tu księdzem był ks. Roman Wiśniewski.
W 1939 hitlerowskie władze okupacyjne zamknęły kościół oraz rozpoczęły jego wyburzanie. Rozbiórka trwała od jesieni 1939 do wiosny 1940 roku. Zniszczono też fundamenty, ogrodzenie cmentarza oraz kapliczkę przycmentarną. Obrazy przeniesiono do kościoła na Witominie, gdzie spłonęły w 1945 roku.
W kościele znajdowały się trzy czczone przez miejscową ludność obrazy:
- obraz Matki Bożej Piaseckiej (namalowany dla Królowej Marysieńki),
- obraz Matki Bożej na drewnie (XVI),
- obraz Świętej Rodziny z głównego ołtarza.

W 1999 r. z inicjatywy Towarzystwa Przyjaciół Orłowa postawiono w obrębie zarysu fundamentów kościoła niski murek, na którym umieszczono tablicę informującą o dziejach świątyni. O dawnym kościele przypomina również wysoki metalowy krzyż, ustawiony w pobliżu w 1990 r.
3 lipca 2021 na promenadzie Królowej Marysieńki w Orłowie odsłonięto makietę kościoła.
Od lipca 2024 roku trwa odbudowa kościoła, która ma się zakończyć przed 100-leciem nadania Gdyni praw miejskich. 

## Cmentarz przykościelny

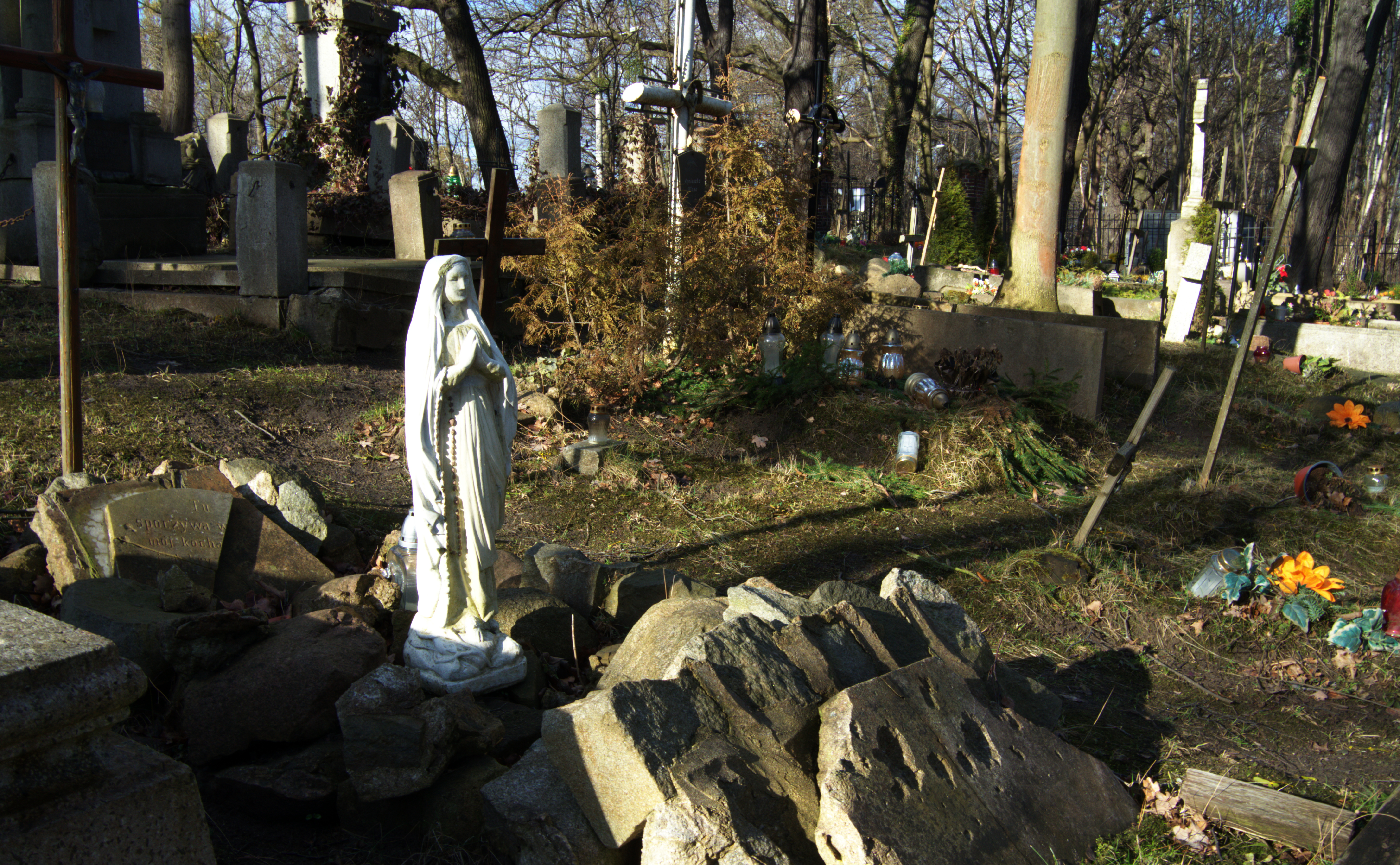
Cmentarz przykościelny

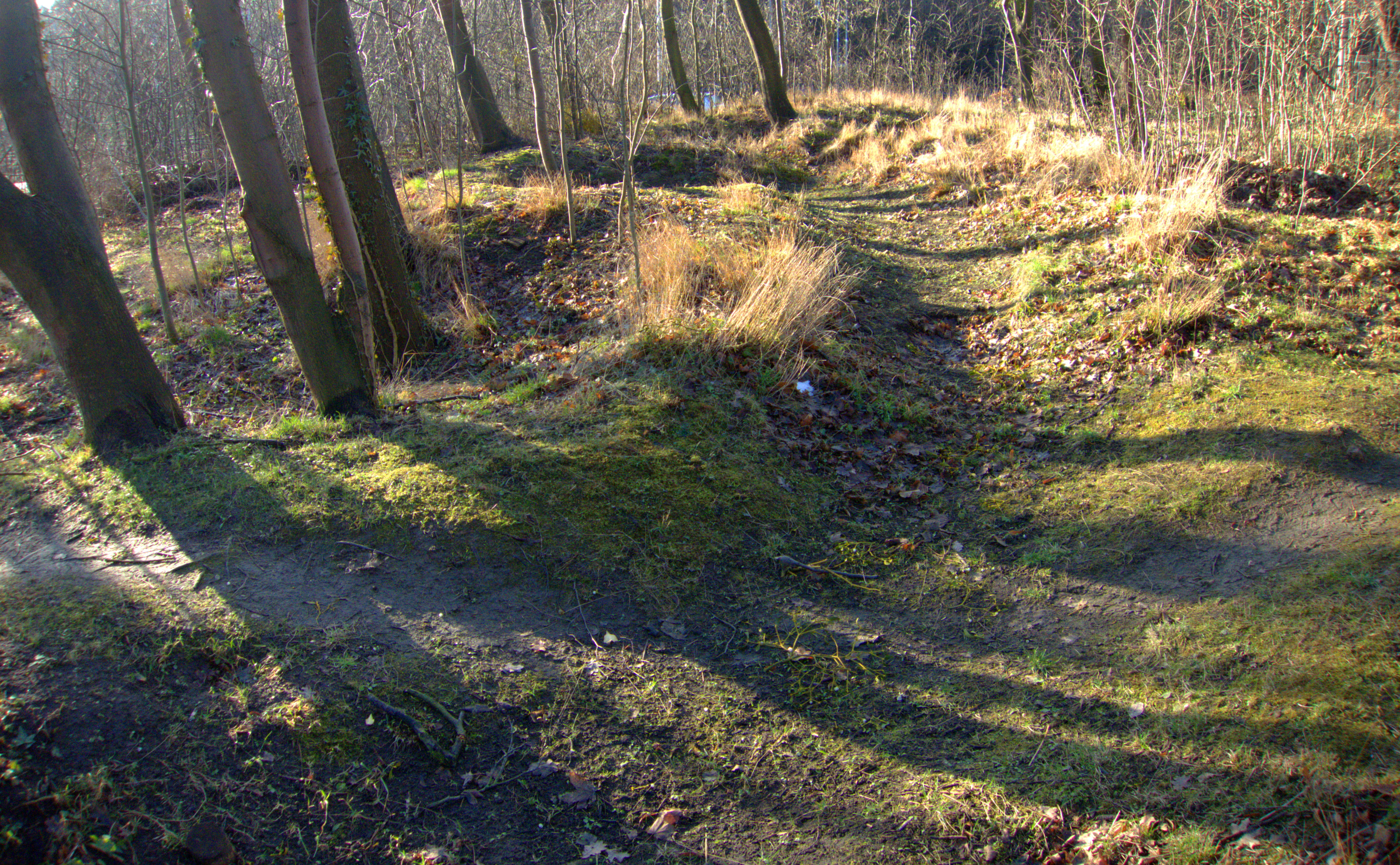
Okopy 2 MPS przy południowej bramie cmentarza

W 1902 r. na południe od zabudowań założono cmentarz, na którym dokonywano pochówków od 1904 do 1946 r. Podczas II wojny światowej cmentarz, w przeciwieństwie do pobliskiego kościoła, nie został zniszczony  i istnieje do dziś, jednak przez wiele lat nie były prowadzone na nim żadne prace remontowe. Cmentarz uporządkowany został staraniami Pomorskiego Forum Eksploracyjnego, według różnych źródeł: w 2006 lub 2007 r., zaś cyklicznie odbywają się tam prace porządkowe. Przy wejściach na jego teren umieszczono informację o jego historii i listę nazwisk niektórych pochowanych na nim osób.